# (54598) Bienor
(54598) Bienor – planetoida z grupy centaurów okrążająca Słońce w ciągu prawie 67 lat w średniej odległości 16,5 j.a. Została odkryta 27 sierpnia 2000 roku w programie Deep Ecliptic Survey. Nazwa planetoidy pochodzi od centaura Bienora, który uczestniczył w weselu Pejritoosa, przyjaciela Tezeusza w mitologii greckiej. Nazwa została zaproponowana przez E. K. Elliot. Przed nadaniem nazwy planetoida nosiła oznaczenie tymczasowe (54598) 2000 QC243.